# دوروثيا كورينغ
دوروثيا كورينغ (بالألمانية: Dora Köring) مواليد 11 يوليو 1880 في كيمنتس، الإمبراطورية الألمانية - الوفاة 13 فبراير 1945 في درسدن، ألمانيا النازية، كانت لاعبة كرة مضرب ألمانية. سبق أن شاركت في دورة الألعاب الأولمبية الصيفية وفازت بميدالية أولمبية.

## الميداليات
| الميدالية | المسابقة                       |
| --------- | ------------------------------ |
| ذهبية     | الألعاب الأولمبية الصيفية 1912 |

## روابط خارجية
- دوروثيا كورينغ على موقع الاتحاد الدولي لكرة المضرب (الإنجليزية)
- دوروثيا كورينغ على موقع اللجنة الأولمبية الدولية (الإنجليزية)
- دوروثيا كورينغ على موقع أوليمبيديا (الإنجليزية)